# 博蒙迪佩里戈尔
博蒙迪佩里戈尔（法語：Beaumont-du-Périgord，法語發音：[bomɔ̃ dy peʁiɡɔʁ]，意为“佩里戈尔的博蒙”）是法国多尔多涅省的一个旧市镇，位于该省南部，属于贝尔热拉克区。2016年1月1日，博蒙迪佩里戈尔和相邻的另外3个市镇合并为新市镇佩里戈尔地区博蒙图瓦（Beaumontois en Périgord），博蒙迪佩里戈尔为政府驻地。

## 地理
博蒙迪佩里戈尔（44°46'11"N, 0°46'1"E）面积24.18 平方千米，位于法国新阿基坦大区多爾多涅省，该省份为法国西南部内陆省份，是法國本土面积第三大的省，大致对应佩里戈尔地区，北起顺时针与夏朗德省、上维埃纳省、科雷兹省、洛特省、洛特-加龙省、吉倫特省和滨海夏朗德省接壤。
与博蒙迪佩里戈尔接壤的市镇（或旧市镇、城区）包括：巴亚克、布尔尼凯勒、圣阿维塞尼约尔、拉布克里、诺雅勒和克洛特、诺萨讷、蒙萨克。
博蒙迪佩里戈尔的时区为UTC+01:00、UTC+02:00（夏令时）。

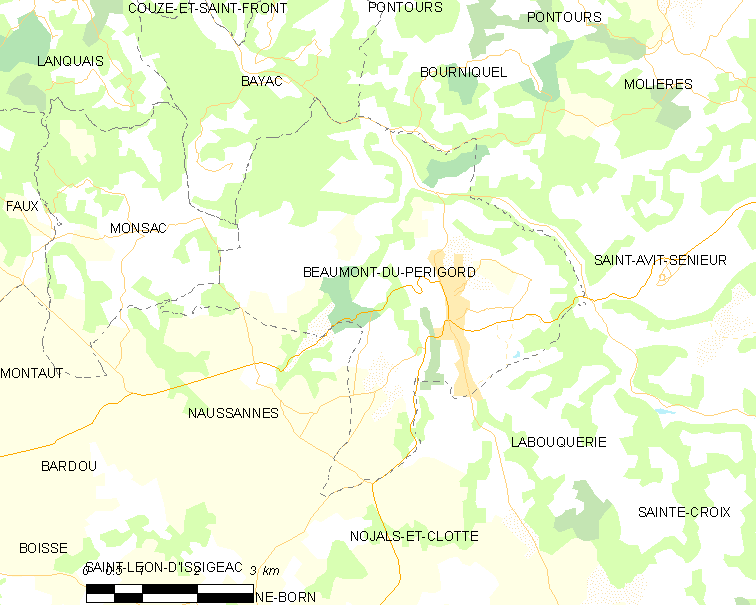
博蒙迪佩里戈尔的OSM定位图

## 行政
博蒙迪佩里戈尔的邮政编码为24440，INSEE市镇编码为24028。

## 政治
博蒙迪佩里戈尔所属的省级选区为拉兰德县。

## 人口

1962-2008年间博蒙迪佩里戈尔人口变化图示

博蒙迪佩里戈尔于2018年1月1日时的人口数量为1048人。